# Moritz Bangerter
Moritz Bangerter (* 3. Dezember 2004 in München) ist ein deutscher Fußballspieler. Der Mittelfeldspieler steht bei Wacker Burghausen in der 4. Liga unter Vertrag.

## Sportlicher Werdegang
Bangerter stieß vom TSV Trudering kommend 2015 zur Nachwuchsabteilung des TSV 1860 München, für die er später in der B-Junioren- sowie A-Junioren-Bundesliga auflief. Nachdem er für die Reservemannschaft der „Löwen“ in der Bayernliga Süd erste Erfahrungen im Erwachsenenbereich gesammelt hatte, stand er nach der Winterpause Anfang 2024 zeitweise unter Trainer Argirios Giannikis im Kader der Drittligamannschaft und verlängerte Ende Januar seinen Vertrag beim Klub. Nachdem er zeitweise verletzt ausgefallen war, rutschte er zwischenzeitlich aus dem Kader. Am 6. April 2024 kam er letztlich zu seinem Profidebüt, als er beim 3:1-Heimsieg gegen Viktoria Köln in den Schlussminuten Phillipp Steinhart ersetzte. Nachdem kurz vor Ende der Spielzeit 2023/24 der Klassenerhalt gesichert war, stand er in den abschließenden Saisonspielen gegen Rot-Weiss Essen und Arminia Bielefeld in der Startelf. Verletzungsbedingt verpasste er weite Teile der Hinrunde der folgenden Drittligasaison.
Im Sommer 2025 wechselte er zu Wacker Burghausen und unterschrieb dort einen Vertrag bis 2027.